# Olivia Carnegie-Brown
Pour les articles homonymes, voir Carnegie et Brown.
Olivia Carnegie-Brown est une rameuse britannique née le 28 mars 1991 à Westminster. Elle a remporté la médaille d'argent du huit féminin aux Jeux olympiques d'été de 2016 à Rio de Janeiro.